# Quoddy Head State Park

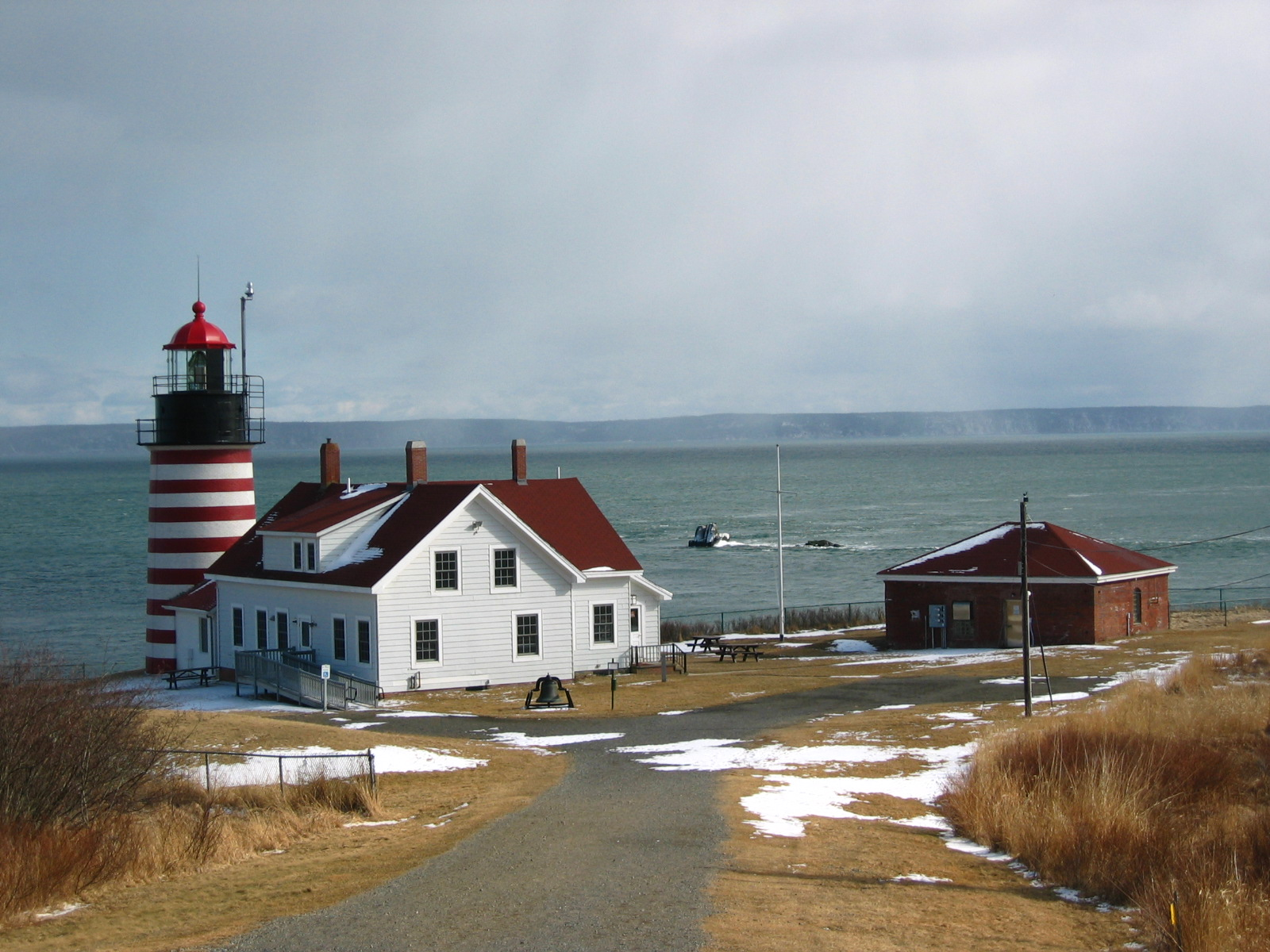
Leuchtturm von West Quoddy Head, rechts neben dem Haus im Wasser Sail Rock

Der Quoddy Head State Park ist ein State Park im Washington County im US-Bundesstaat Maine. Der 219  Hektar  große Park liegt sechs Kilometer östlich von Lubec auf einer Halbinsel am Grand Manan Channel und am Quoddy Channel am östlichsten Punkt auf dem Festland des Bundesstaates Maine und somit der Vereinigten Staaten von Amerika. 

## Geographie
Die schwarzen, etwa 25 Meter hohen Klippen des Parks werden auf das Silur datiert und sind damit etwa 420 Millionen Jahre alt. Sie entstanden, als Magma unter dem Meeresgrund in Felslagen eindrang. Das Magma erstarrte zum heute sichtbaren dunklen, grobkörnigen Gabbro, während die umgebenden Felsschichten erodiert sind. Die höchste Klippe im Park, High Ledge, liegt über 45 Meter über dem Meeresspiegel. Im Quoddy Channel zwischen Campobello Island und West Quoddy Head herrschen starke Meeresströmungen, der Tidenhub an den Küsten kann über sechs Meter betragen.
Vor der Küste liegt der von Vögeln bevölkerte Sail Rock, der als östlichster Punkt der USA gilt.

## Klima
Die Halbinsel West Qoddy Head ist oft in Nebel gehüllt, wenn warme, feuchte Luft aus dem Binnenland auf die kalte Meeresluft trifft. Durch den von Nebel und Meeresbrise erzeugten Windchill-Effekt kann es im Park selbst im Hochsommer kühl sein. 

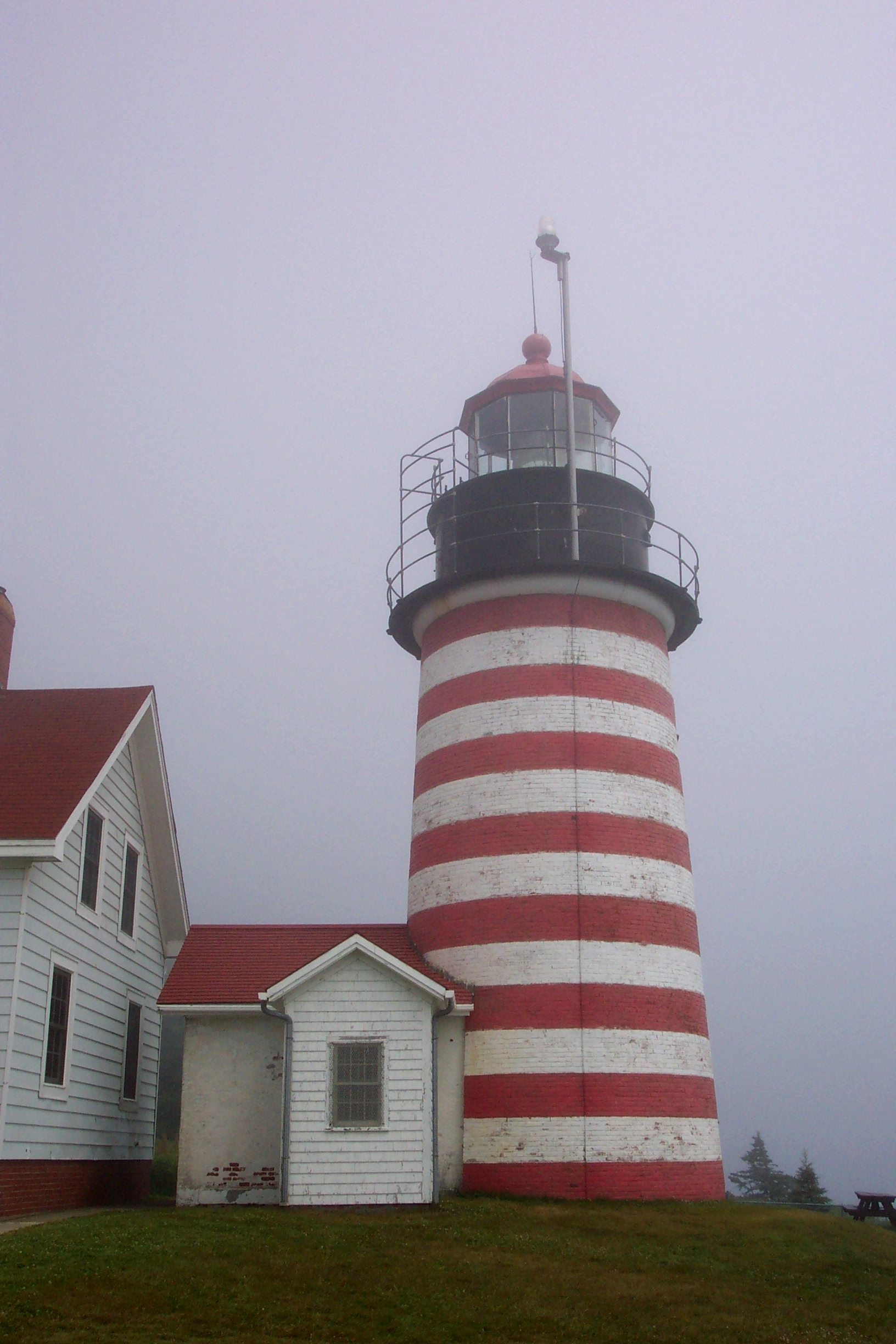
Leuchtturm von West Quoddy Head im Nebel

## Flora und Fauna
Auf der dünnen, durch das Klima feuchten und morastigen Humusschicht über dem felsigen Untergrund wächst ein Wald aus Schwarz-Fichten und Balsam-Tannen. An der Küste stehen noch mit Salz überzogene Bäume, die durch den Groundhog-Day-Sturm am 2. Februar 1976, einem extremen Nor’easter, abgestorben sind.

Im Parkgebiet liegen bei West Quoddy Head und bei Carrying Place Cove zwei Moore mit für diese Region seltenen arktischen und subarktischen Pflanzen wie Schwarze Krähenbeere, Torfgränke, Lorbeerrosen, Grönländischer Porst und fleischfressenden Pflanzen wie Sonnentau. Durch Erosion an der Küste ist beim Carrying Place Cove Moor eine über vier Meter dicke Torfschicht sichtbar, das Moor ist ein National Natural Landmark. 

Der Park bietet mit die besten Wildbeobachtungsmöglichkeiten in Maine. Im Sommer können Besucher vor der Küste Buckelwale, Minkwale und Finnwale entdecken, zusammen mit zahlreichen Eiderenten, Trauerenten, Eisenten, Dreizehenmöwen, Tölpel, Kiebitzregenpfeifer, Steinwälzer und Meerstrandläufer. Im Frühling und Herbst sammeln sich in den Buchten Lubec Flats und Carrying Place Cove an der westlichen Parkgrenze Hunderte von Watvögeln auf ihrem Vogelzug. Im Winter kann man neben Enten auch Trottellummen, Tordalken und häufig Weißkopfseeadler beobachten. 

Im späten Frühjahr und im Sommer gibt es im Park zahlreiche Stechmücken und Kriebelmücken. Besucher sollten außerdem auf Hirschzecken achten. 

## Geschichte
Der Name Quoddy Head kommt aus der Sprache der Native Americans vom Stamm der Passamaquoddy und wird mit „fruchtbarer und schöner Ort“ übersetzt. Die Bucht Carrying Place Cove erhielt ihren Namen, da die Indianer hier ihre Kanus über die hier schmale Halbinsel getragen haben, um die gefährliche Fahrt um West Quoddy Head zu vermeiden.

Das erste Leuchtfeuer am West Quoddy Head wurde 1808 errichtet, der heutige Turm wurde 1858 erbaut. 1988 wurde der Turm automatisiert. Seit 1998 wird der Leuchtturm vom Maine Bureau of Parks and Lands verwaltet und gehört damit mit zum Park. 2002 wurde im ehemaligen Leuchtturmwärterhaus das Besucherzentrum des Parks eröffnet, das von der West Quoddy Head Light Keepers Association betrieben wird.

Wegen seiner Lage kaufte der Staat 1962 das Gebiet des Parks von mehreren privaten Grundbesitzern und gründete den State Park.

## Touristische Anlagen
Der Park ist von Mitte Mai bis Mitte Oktober geöffnet. Während dieser Zeit ist auch das Museum und Besucherzentrum des Parks täglich geöffnet. Im Park gibt es einen Picknickbereich, durch den Park führen vier Wander- und Spazierwege mit insgesamt acht Kilometer Länge. Die Wege bieten teilweise spektakuläre Blicke von den Klippen auf den Ozean und auf Grand Manan Island. Der etwa 1,5 Kilometer lange Bog Trail führt als Steg durch Moor bei West Quoddy Head. Den Strand erreicht man über eine Treppe vom Picknickbereich. 